# ヘレン・マルーリス
- ヘレン・マロウリス

ヘレン・ルイーズ・マルーリス（Helen Louise Maroulis, 1991年9月19日 - ）は、アメリカの女子レスリング選手。姓の表記は「マロウリス」とも。

## 人物
メリーランド州ロックビルの出身。ミシガン・マルケットハイスクールを経て、ミズーリ・バプティスト大学レスリングチームに参加した。
無名時代には日本のアマチュアレスリング世界選手権覇者の山本聖子の指導を受けたこともあるという。
2012年レスリング世界選手権では吉田沙保里に敗れて銀メダル、2014年レスリング世界選手権では銅メダルを獲得した。この頃からマルーリスはバレンティン・カリカコーチとの出会いを機に、吉田を攻略するため試合映像などの資料を集めたり、インタビュー記事を英訳して読み込むなどの研究をし始めた。
2015年レスリング世界選手権（アメリカ・ラスベガス）では女子55㎏級で悲願の優勝を果たし、金メダルを獲得している。
2016年リオデジャネイロオリンピックでは世界選手権を制覇した55㎏級がないため階級変更を余儀なくされるが、吉田と対戦するために敢えて1階級下の女子53kgでの出場を選択、食事制限をしながらの過酷な減量生活を送った。オリンピック準決勝では、前年の世界選手権で吉田を追い詰めるも惜敗したスウェーデンのソフィア・マットソンにフォール勝ち。決勝ではオリンピック4連覇を狙う吉田と対戦し、第1ピリオドでアクティビティタイムによる失点1を取られたものの、第2ピリオドで4点を奪って逆転し、自身初、そしてアメリカ合衆国女子レスリングとしても初となるオリンピックでの金メダルを獲得した。マルーリスは、「沙保里と試合をすることを長年夢に見てきました。彼女と戦う準備をずっと続けてきました。彼女は私のヒロイン。彼女は最も称えられているレスラーで、彼女と試合をできたのは本当に名誉なことだったと思います」「吉田さんのことを研究すればするほど、彼女のことが好きになりました。彼女と戦うことは夢だったんで、吉田さんは敵ではなかったです。神様は本当にそれを私に教えてくれました」と泣き笑いの表情でコメント。一方で吉田は、「最後、気持ちで負けてしまいました。相手の押しが強くて、どうしても私に勝ちたい気持ちが伝わってきて、空回りした部分はありました。私が負けたのは、彼女が私より強かったということです」と号泣しながらもマルーリスを称えた。米メディアでも「マルーリスが日本の“伝説”を破り、米国女子レスリング史上初の金メダル」「リオ大会を通じて最大のショックの1つ」「女子レスリングで最大の番狂わせの1つ」などと速報で大きく報じた。また、マルーリスは4年後の東京オリンピックへの挑戦にも意欲を見せた。
2017年1月21日には日本テレビ『欽ちゃん&香取慎吾の第94回全日本仮装大賞』に審査員としてテレビ出演した。
2021年に開催された2020年東京オリンピックでは57kg級に出場したが、準決勝で川井梨紗子に破れ2大会連続金メダルを逃して銅メダルにとどまった。その2か月後の世界選手権では優勝した。

## 主な戦績
- 2015年

2015年レスリング世界選手権 女子55kg級 優勝
- 2016年

リオデジャネイロオリンピック 女子53kg級 優勝
- 2017年

2017年レスリング世界選手権 女子58kg級 優勝
- 2021年

東京オリンピック 女子57㎏級　3位
2021年レスリング世界選手権 女子57kg級 優勝